# 1917 en mathématiques
| Années des mathématiques : 1914 - 1915 - 1916 - 1917 - 1918 - 1919 - 1920    |
| Décennies des mathématiques : 1880 - 1890 - 1900 - 1910 - 1920 - 1930 - 1940 |

Cet article présente les faits marquants de l'année 1917 en mathématiques.

## Évènements
- Les mathématiciens français Pierre Fatou et Gaston Julia travaillent sur les fractales et définissent l'ensemble de Julia, ou ensemble de Mandelbrot (1917-1918)[1].

## Naissances

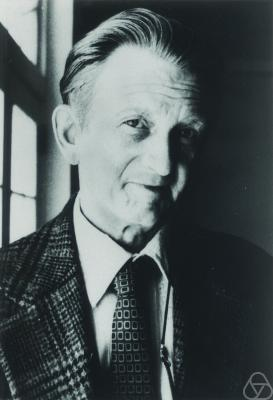
Atle Selberg

- 4 janvier : Jessie MacWilliams († en 1990), mathématicienne britannique.
- 17 janvier : Daniel Shanks († en 1996), mathématicien américain.
- 19 janvier : Graham Higman († en 2008), mathématicien britannique.
- 24 janvier : M. T. Cheng († en 1998), mathématicien chinois.
- 14 février : Herbert Aaron Hauptman († en 2011), mathématicien américain, prix Nobel de chimie en 1985.
- 6 mars : Luis de Albuquerque († en 1992), mathématicien et géographe portugais.
- 7 mars : Betty Holberton († en 2001), mathématicienne américaine.
- 22 mars : Irving Kaplansky († en 2006), mathématicien canadien.
- 31 mars : Beno Eckmann († en 2008), mathématicien suisse.
- 14 mai : William Tutte († en 2002), mathématicien et cryptanalyste britannique, puis canadien.
- 18 mai : Bertil Matérn († en 2007), mathématicien et statisticien suédois.
- 14 juin : Atle Selberg († en 2007), mathématicien norvégien.
- 20 juin : Helena Rasiowa († en 1994), mathématicienne polonaise.
- 24 juin : Joan Clarke († en 1996), mathématicienne britannique.
- 1er juillet : Dorothy Maharam († en 2014), mathématicienne américaine.
- 9 juillet : Boris Chabat († en 1987), mathématicien russe-soviétique.
- 14 juillet : Patrick Moran († en 1988), mathématicien australien.
- 30 août : Boris Rosenfeld († en 2008), mathématicien et historien des mathématiques russe.
- 11 septembre : Kenkichi Iwasawa († en 1998), mathématicien japonais.
- 19 septembre : Chung Kai-lai († en 2009), mathématicien sino-américain.
- 12 octobre : Hélène Cartan († en 1952), mathématicienne française.
- 19 octobre : Sharadchandra Shankar Shrikhande, mathématicien indien († en 2020).
- 20 novembre : Leonard Savage († en 1971), mathématicien et statisticien américain.
- 9 décembre : Sergueï Fomine († en 1975), mathématicien russe-soviétique.
- 18 décembre : Roger Lyndon († en 1988), mathématicien américain.

## Décès

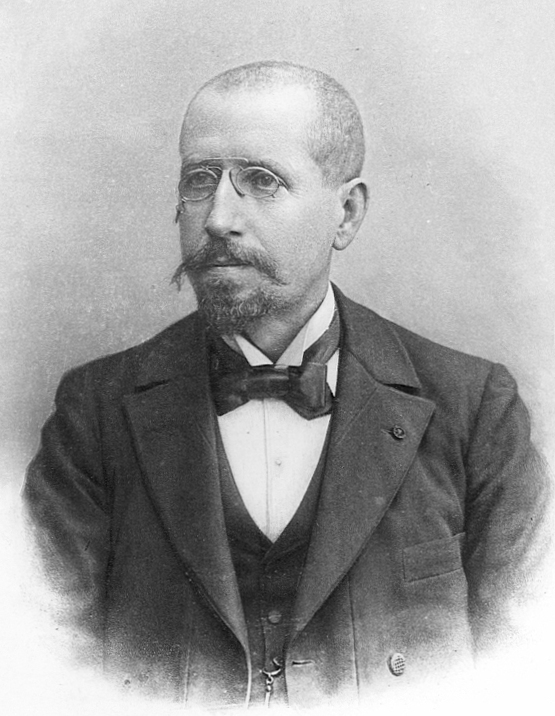
Gaston Darboux

- 23 février : Gaston Darboux (né en 1842), mathématicien français.
- 9 mars : Agnes Sime Baxter (née en 1870), mathématicienne canadienne.
- 2 août : Mikhaïl Karinski (né en 1840), mathématicien, philosophe et logicien russe.
- 3 août : Ferdinand Georg Frobenius (né en 1849), mathématicien allemand.
- 19 août : Kikuchi Dairoku (né en 1855), mathématicien et homme politique japonais.
- 12 septembre : Désiré André (né en 1840), mathématicien français.